# Colletes laevigena
Colletes laevigena är en biart som beskrevs av Noskiewicz 1936. Colletes laevigena ingår i släktet sidenbin, och familjen korttungebin. Inga underarter finns listade i Catalogue of Life.